# Igor Kaljonov
Igor Kaljonov (russisk: Игорь Евгеньевич Калёнов) (født 27. april 1967 i Sankt Petersborg i Sovjetunionen) er en russisk filminstruktør, skuespiller og manuskriptforfatter.

## Filmografi
- Aleksandr. Nevskaja bitva (Александр. Невская битва, 2008)[1][2]